# بوريس تتار
بوريس تتار (17 مارس 1993 في بودغوريتسا في الجبل الأسود – )؛ هو لاعب كرة قدم كان يلعب كمدافع.

## وصلات خارجية
- بوريس تتار على موقع الاتحاد الأوربي (الإنجليزية)
- بوريس تتار على موقع رابطة كرة القدم اليابانية للمحترفين (اليابانية)
- بوريس تتار على موقع قاعدة بيانات كرة القدم.إي يو (الإنجليزية)
- بوريس تتار على موقع Soccerbase.com (لاعب) (الإنجليزية)
- بوريس تتار على موقع Soccerway.com (الإنجليزية)
- بوريس تتار على موقع عالم كرة القدم.نت (الإنجليزية)